# 長野忠次

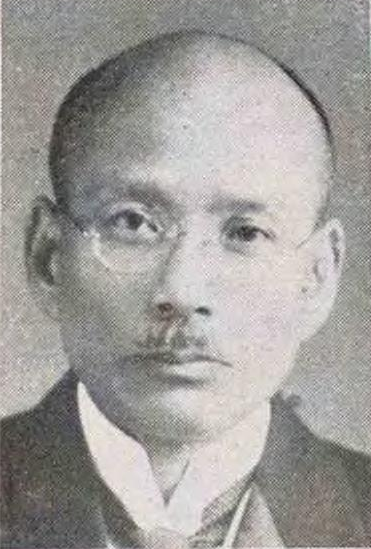
長野忠次

長野 忠次（ながの ちゅうじ、1873年（明治6年）12月30日 - 1954年（昭和29年）12月12日）は、明治時代後期から昭和時代前期の政治家、実業家。貴族院多額納税者議員。

## 経歴
長野濬平の四男として熊本県に生まれ、1897年（明治30年）分家する。1894年（明治27年）第五高等学校を卒業し、蚕糸業に従事する。合名会社長野製種組主宰、熊本商業会議所特別議員、蚕糸業同業組合中央会、熊本県農会各議員、同県実業団体連合会会長、熊本製糸、九州新聞社各取締役、熊本市信用組合常務理事、熊本県海外協会理事、甲佐玉東重役などを歴任した。
1932年（昭和7年）熊本県多額納税者として貴族院議員に互選され、同年9月29日から1939年（昭和14年）9月28日まで在任した。在任中は研究会に所属した。

## 親族
- 父：長野濬平（実業家、1823－1897）[4]　熊本県蚕糸業の開祖とされる[6]。横井小楠に学び、養蚕業振興のため信濃(長野県)などで育蚕、製糸技術を習ったのち帰郷、1872年に熊本九品寺に養蚕試験場、甲佐に緑川製糸場を設立、1893年熊本製糸創立。号に立大、桑蔭[7]。2015年にはテレビ熊本が制作した郷土の偉人シリーズ「長野濬平～近代養蚕業の開祖」でドキュメンタリードラマ化され、渡辺いっけいが濬平を演じた[8][9]。
- 甥：長野友博（実業家）[4]
- 姪：照代（兄・関吉の二女）子爵・六角英通の妻